# Benedict Iroha
Benedict Iroha (Aba, 1969. november 29. –) nigériai válogatott labdarúgó.

## Pályafutása

### Klubcsapatban
Pályafutását hazájában a Bendel Insurance csapatában kezdte. Ezt követően szerepelt többek között az Iwuanyanwu Nationale, az ASEC Mimosas együtteseiben. 1992-ben Hollandiába a Vitesse Arnhembe igazolt, ahol négy szezont töltött. 1996-ban az amerikai ezalatt San Jose Clash játékosa lett. 1997-ben a D.C. United színeiben megnyerte az Észak-amerikai bajnokságot. A következő csapata a spanyol Elche volt, de egy szezont után távozott. 1998 és 2000 között a Watrfordot erősítette.

### A válogatottban
1990 és 1998 között 50 alkalommal szerepelt a nigériai válogatottban és 1 gólt szerzett. Részt vett az 1990-es és az 1994-es afrikai nemzetek kupáján, az 1994-es és az 1998-as világbajnokságon, illetve az 1995-ös konföderációs kupán.

## Sikerei, díjai
Iwuanyanwu Nationale
- Nigériai bajnok (1): 1990

ASEC Mimosas
- Elefántcsontparti bajnok (2): 1991, 1992

D.C. United
- MLS (1): 1997

Nigéria
- Afrikai nemzetek kupája (1): 1994